# Byron White

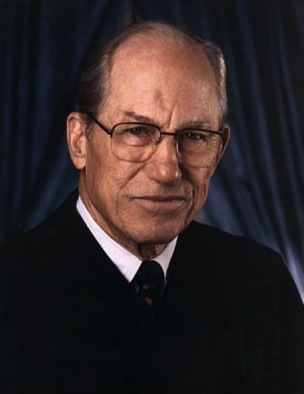
Byron White als Richter am Obersten Gerichtshof

Byron Raymond  White (* 8. Juni 1917 in Fort Collins, Colorado; † 15. April 2002 in Denver, Colorado, in seiner Sportkarriere auch mit dem Spitznamen „Whizzer White“) war ein US-amerikanischer American-Football-Spieler und Jurist. Von 1962 bis 1993 war er Richter am Obersten Gerichtshof der Vereinigten Staaten.

## Biografie
Nach dem Besuch der High School in Wellington studierte er zwischen 1934 und 1938 zunächst an der University of Colorado in Boulder und schloss dieses Studium mit einem Bachelor of Arts (B.A.) ab. 1939 begann er mit einem Rhodes-Stipendium ein Studium an der University of Oxford. Dort wurde er auch Mitglied der Studentenverbindung Phi Beta Kappa. Während des Zweiten Weltkrieges leistete er von 1942 bis 1946 seinen Militärdienst in der United States Navy ab und wurde für seine militärischen Verdienste zweimal mit dem Bronze Star ausgezeichnet.

### Spielerlaufbahn
Bereits während des Studiums war er auch als Football-Spieler in der Footballmannschaft seines Colleges aktiv und spielte 1938 für die von John McNally trainierten Pittsburgh Pirates sowie von 1940 bis 1941 für die Detroit Lions, die von Potsy Clark und Bill Edwards betreut wurden, als Runningback in der National Football League (NFL). Sowohl im Jahr 1938, als auch in den Jahren 1940 und 1941 wurde er zum All-Pro gewählt. In den Spielzeiten 1938 und 1940 stellte er die NFL Jahresbestleistungen für den durch Laufspiel erzielten Raumgewinn auf.

### Laufbahn als Jurist und Richter
Nach Kriegsende beendete er 1946 sein Studium der Rechtswissenschaften an der Yale Law School und war danach bis 1947 Mitarbeiter des neu ernannten Obersten Bundesrichters Fred M. Vinson. Anschließend war er als Rechtsanwalt tätig und zeitweise auch als Gastwissenschaftler (Fellow) am College der Prozessanwälte (American College of Trial Lawyers).
1961 wurde er stellvertretender Justizminister (United States Deputy Attorney General) und damit Stellvertreter von Robert F. Kennedy. Anschließend nominierte ihn der Präsident der Vereinigten Staaten, John F. Kennedy, am 16. April 1962 als Richter am Obersten Gerichtshof der Vereinigten Staaten. Dieses Amt hatte er bis zu seinem Rücktritt am 28. Juni 1993 mehr als 31 Jahre inne.
Während seiner Amtszeit als Richter wirkte er oftmals als Vertreter von Mindermeinungen oder abweichenden Meinungen bei folgenden bedeutenden Entscheidungen mit:
- Gideon v. Wainwright (1963)
- Miranda v. Arizona (1966)
- Loving v. Virginia (1967)
- Roe v. Wade (1973)
- United States v. Nixon (1974)
- Gregg v. Georgia (1976)
- Chevron U.S.A. v. Natural Resources Defense Council (1984)
- Bowers v. Hardwick (1986)

„Whizzer“ White starb im Jahr 2002. Er wurde auf dem All Souls Walk at Saint Johns Cathedral in Denver beerdigt.

## Ehrungen
2003 wurde ihm durch Präsident George W. Bush posthum die Presidential Medal of Freedom verliehen. Für seine sportlichen Verdienste wurde er 1954 in die College Football Hall of Fame, in die CU Athletic Hall of Fame seines ehemaligen Colleges, in die Rocky Mountain Athletic Conference Hall of Fame, sowie im Jahr 1965 in die Colorado Sports Hall of Fame aufgenommen.